# Herbert Hainer
Herbert Hainer (né le 3 juillet 1954 à Moosthenning, Allemagne) est un homme d'affaires et un dirigeant d'entreprises allemand. 
Hainer est titulaire d'un MBA et est actuellement président du conseil d'administration d'Adidas. À la suite du retrait d'Uli Hoeness, il devient également président du club de football du Bayern Munich.

## Carrière
Il commence par travailler dans la boucherie familiale et peu de temps après avoir obtenu son diplôme d'affaires en 1979, il devient directeur du marketing de Procter & Gamble en Allemagne. En 1987, il rejoint Adidas Allemagne. Il est depuis monté dans la hiérarchie dans l'entreprise jusqu'à devenir PDG en mars 2001 et l'est  resté jusqu'en 2016.
Il est également membre du conseil de surveillance d'une banque à Munich, président du Bayern Munich et membre du conseil de l'entreprise Engelhorn à Mannheim. Il siège au conseil d'administration d'Accenture. 
Herbert Hainer a reçu de nombreux prix ces dernières années. Il a reçu en 2005 le prix de l' « Entrepreneur de l'année» et en 2006 le Prix allemand de l'image. En 2008, il a reçu la Croix fédérale du mérite.